# سرپیر (سروآباد)
سرپیر (سروآباد)، روستایی از توابع بخش اورامان شهرستان سروآباد در استان کردستان ایران است.

## جمعیت
این روستا در دهستان اورامان تخت قرار دارد و براساس سرشماری مرکز آمار ایران در سال ۱۳۸۵، جمعیت آن ۷۲۷ نفر (۱۸۰خانوار) بوده‌است.